# Osvaldo Díaz
Osvaldo Díaz, född den 22 december 1981 i San Lorenzo, är en paraguayansk fotbollsspelare som spelar för 12 de Octubre Football Club. Vid fotbollsturneringen under OS 2004 i Aten deltog han det paraguayanska U23-laget som tog silver. 